# Plantago amplexicaulis
Plantago amplexicaulis är en grobladsväxtart. Plantago amplexicaulis ingår i släktet kämpar, och familjen grobladsväxter.

## Underarter
Arten delas in i följande underarter:
- P. a. amplexicaulis
- P. a. giacominii